# Alex Pinder
Alex Pinder (* in London als Jyoti Mukherjee) ist ein britischer Schauspieler und Theaterregisseur.

## Leben
Pinder ist der Sohn einer englischen Mutter und eines indischen Vaters. Er lebte in England, Indien, Australien und Frankreich. Seine Schauspielausbildung absolvierte er an den Ensemble Studios in Sydney. 1979 schloss er die Ausbildung ab und nahm den Künstlernamen Alex Pinder an. Pinder ist der Mädchenname seiner Mutter. 1983 folgte eine Ausbildung an der Ecole Jacques Lecoq in Paris.
1981 hatte Pinder bei dem Film Der Winter unserer Träume erstmals eine Rolle inne. 1989 erhielt er seine erste wiederkehrende Rolle in der Miniserie Im Schatten der Cobra. 1994 bis 1997 erschien er in 73 Folgen der Fernsehserie Ocean Girl.

## Filmografie
- 1981: Der Winter unserer Träume (Winter of Our Dreams)
- 1981: Mord in Sydney (The Killing of Angel Street)
- 1988: Dadah bedeutet Tod (Dadah Is Death, Fernsehfilm)
- 1989: Im Schatten der Cobra (Shadow of the Cobra, Miniserie, 2 Folgen)
- 1989: In geheimer Mission (Mission: Impossible, Fernsehserie, Folge 2x07)
- 1990, 1992: CD – Mit Charme und Diplomatie (Embassy, Fernsehserie, 2 Folgen)
- 1991: Chances (Fernsehserie, Folge 1x03)
- 1993: Das Buschkrankenhaus (A Country Practice, Fernsehserie, 2 Folgen)
- 1994–1997: Ocean Girl (Fernsehserie, 73 Folgen)
- 1995: Angel Baby
- 1997: Coroner – Im Dienst der Gerechtigkeit (State Coroner, Fernsehserie, Folge 1x02)
- 1997: The Balanced Particle Freeway (Fernsehfilm)
- 1998: Good Guys Bad Guys (Fernsehserie, Folge 2x09)
- 2000: Eugenie Sandler P.I. (Fernsehserie, 3 Folgen)
- 2000: Stingers (Fernsehserie, Folge 3x20)
- 2001: Russell Gilbert Was Here! (Fernsehserie, Folge 1x01)
- 2001: Border Patrol (Fernsehfilm)
- 2001–2003: Blue Heelers (Fernsehserie, 5 Folgen)
- 2002: Short Cuts (Fernsehserie, 2 Folgen)
- 2002: The Real Thing
- 2005: Scooter – Super-Spezialagent (Scooter: Secret Agent, Fernsehserie, Folge 1x08)
- 2006: Wil
- 2006: Court of Lonely Royals
- 2007: City Homicide (Fernsehserie, Folge 1x12)
- 2011: Taj
- 2011: Terra Nova (Fernsehserie, Folge 1x04 Orientierungslos)
- 2015–2019: Nachbarn (Neighbours, Fernsehserie, 3 Folgen)
- 2016: Mako – Einfach Meerjungfrau (Las Sirenas de Mako, Fernsehserie, 2 Folgen)
- 2018: Hotel Mumbai
- 2020: Bloom (Fernsehserie, Folge 2x02)
- 2020: Paper Champions
- 2021: Superwog (Fernsehserie, Folge 2x01)
- 2021: Some Happy Day
- 2023: Crazy Fun Park (Fernsehserie, 3 Folgen)
- 2023: Warnie (Miniserie, Folge 1x01)
- seit 2024: Swift Street (Fernsehserie)